# 利科馬島
利科馬島（Likoma Island）是東非東南部國家馬拉維的島嶼，由利科馬縣負責管轄，是馬拉維湖中兩個有人居住的島嶼之一，面積18平方公里，比面積3平方公里的奇茲姆盧島較大，島上人口約9,000。

12°04′S 34°44′E / 12.067°S 34.733°E